# Гнідинська волость
Гнідинська волость — адміністративно-територіальна одиниця Лохвицького повіту Полтавської губернії з центром у селі Гнідинці.
Старшинами волості були:
- 1900 року запасний старший писарь Григорій Якович Телух[1];
- 1904 року козак Степан Олексійович Сушко[2];
- 1913 роках Іван Прохорович Пурлій[3];
- 1915 роках Дмитро Іванович Телух[4].

Станом на 1912 рік — складалася з 10 поселень: 
- Варва, містечко,
- Василенки, хутір,
- Гнідинці, село,
- Остапівка, село
- Поділ, хутір,
- Руда, хутір,
- Світличне, село,
- Скородня, хутір,
- Федоренко. хутір,
- Хортиця, хутір.

Дворів - 1672, населення - 11694 особа (на 01.01.1911 р.)